# Wielka Armia Pogan

Mapa ilustrująca przebieg podboju Anglii przez Wielką Armię Pogan

Wielka Armia, w historiografii angielskiej określana jako Wielka Armia Pogan lub Wielka Armia Pogańska (stang. mycel hæþen here; ang. The Great Heathen Army; duń. Store Hedenske Hær) – armia wikingów składająca się głównie z Duńczyków oraz częściowo z Norwegów, która najechała Wyspy Brytyjskie w 865 i prowadziła swoje podboje do 878. Na jej czele stał Ivar bez Kości jako główny dowódca oraz jego dwaj bracia, Halfdan i Ubbe. Przywództwo Ivara Ragnarsona jest uznawane bezsprzeczne, natomiast obecność Halfdana, Ubbego oraz czwartego z braci, Björna Żelaznobokiego, który najrzadziej jest wymieniany obok pozostałych trzech potomków Ragnara, jest kwestionowana przez historyków.
Według Kroniki anglosaskiej oraz Sag islandzkich powodem przybycia najeźdźców była chęć zemsty na Elli z Nortumbrii. Bracia pragnęli pomścić swojego ojca, Ragnara Lodbroka, złapanego przez Nortumbryjczyków w trakcie plądrowania ziem anglosaskich, którego król Ella kazał zabić poprzez wrzucenie go do dołu pełnego jadowitych węży. Nazwa ich armii została nadana przez przerażonych Anglosasów ze względu na jej dużą liczebność .

## Przebieg wyprawy
W 865 do wybrzeży Anglii na wyspę Thanet przybiła ogromna flota wikińska wraz z około 3000 najeźdźców ze Skandynawii, którzy zaczęli grabić Kent. Następnie armia wikingów na okrętach przeprawiła się i wylądowała we Wschodniej Anglii, gdzie napotkała niewielki opór ze strony anglosaskiej. Po zimowaniu w tamtejszym regionie ruszyli do Nortumbrii. W 866 lub 867 zajęli York, nazwany przez nich Jorvikiem. 21/23 marca 867 połączone siły króla Elli oraz Osberta, poprzedniego władcy Nortumbrii, obalonego przez Ellę kilka lat wcześniej, rozpoczęły szturm na miasto. Doszło do bitwy, w wyniku której obaj przywódcy Nortumbryjczyków zginęli na polu walki . Według przesłanki z Sagi o synach Ragnara król Ella nie poległ w bitwie, lecz został brutalnie zabity za pomocą tortury zwanej krwawym orłem. Po uzyskaniu kontroli nad Nortumbrią na tronie osadzono marionetkowego monarchę, Egberta.
Następnie wikingowie ruszyli na Nottingham w królestwie Mercji. Tamtejszy król, Burgred, wezwał na pomoc króla Ethelreda I. Władca Wessexu, wraz ze swoim bratem Alfredem, wyruszył północnemu sąsiadowi z odsieczą. W związku z nadciągającym zagrożeniem Skandynawowie postanowili opuścić miasto i wycofali się bez walki do Yorku. Pozostali tam przez około rok. W 869 wyruszyli przez Mercję do Anglii Wschodniej, gdzie pokonali w bitwie tamtejszego władcę Edmunda Męczennika, który został zamordowany w okrutny sposób w Thetford. Króla przywiązano do drzewa i ostrzelano z łuku za odmowę odejścia od wiary chrześcijańskiej. Po tej wiktorii armia wikińska rozpoczęła plądrowanie okolicznych kościołów i klasztorów. 
Po sukcesie we Wschodniej Anglii Ivar bez Kości postanowił opuścić braci i skupił swoją uwagę na walkach w Irlandii oraz Królestwie Alby. Dlatego w następnych latach nie brał udziału w nieudanej kampanii przeciwko Wessexowi, która miała na celu obalenie króla Ethelreda I, co w kolejności przyczyniłoby się do zajęcia tego kraju. Wielką Armię natomiast wzmocniły wojska Bagsecga. W 870 wikingowie zaatakowali Wessex. Najeźdźcy założyli swoją bazę w Reading. Tam z początkiem 871 zostali zaatakowani przez Alfreda i Ehelreda, ale udało im się odeprzeć atak; kilka dni później zostali wszakże pobici przez Anglosasów pod Ashdown. W kwietniu 871 w trakcie walk zmarł Ethelred I dający odpór Duńczykom, po którego śmierci władzę przejął jego brat Alfred. Nowy król wprowadził reformy w zakresie wznoszenia grodów, rozbudowy floty i organizacji pospolitego ruszenia, co pozwoliło mu w przyszłości skutecznie powstrzymać wikingów. Na przełomie roku 871 i 872 wikingowie zimowali w Londynie. Kampania dla skandynawskich wojowników była ciężka i toczona ze zmiennym skutkiem, jednak wynik wojny zaczął przechylać się na korzyść Anglosasów.
W 872 w Nortumbrii wybuchł bunt przeciwko najeźdźcom ze Skandynawii. Dlatego armia wikingów wycofała się z Wessexu i skierowała na północ. Po opanowaniu sytuacji na północy ruszyli w kierunku Mercji, którą zmusili do płacenia Danegeld i podpisali z nią pokój, a na tronie osadzili nowego, marionetkowego władcę Ceolwulfa II. Na przełomie 873 i 874 zimowali w Repton i zniszczyli tam anglosaskie opactwo, które było właściwie tzw. klasztorem podwójnym, przeznaczonym zarówno dla kobiet, jak i mężczyzn. W tej miejscowości w latach 80. XX wieku archeolodzy odkryli masowy grób, w którym złożono szczątki przynajmniej 264 osób (inne źródła podają liczbę prawie 300), z czego 20% stanowiły kobiety. Według brytyjskich archeologów Martina Biddle'a i jego żony Birthe Kjølbye-Biddle jednym z pochowanych tam Skandynawów mógł być Ivar bez Kości.
W Repton siły wikińskie uległy podziałowi. Część z Halfdanem na czele ruszyła, by najechać i plądrować ziemie Szkocji. Po tej wyprawie Halfdan powrócił do Nortumbrii, ziemia została podzielona między wikingów, którzy rozpoczęli zasiedlanie podbitego terytorium oraz gospodarowanie na roli. Reszta armii pod przywództwem Guthruma przemieściła się na południe i ponownie zaatakowała królestwo Alfreda.
Inwazję wikingów ostatecznie zakończyła bitwa pod Edington, wygrana przez Wessex w 878. Dzięki temu zwycięstwu Alfred Wielki wyparł Skandynawów z granic swego państwa. W wyniku porażki Guthrum przyjął chrzest, zawarł pokój z Anglosasami i wycofał się do Anglii Wschodniej, gdzie założył własne państwo, którego królem został około 880. Następnie podpisał z królem anglosaskim traktat określający granice i relacje handlowe oraz sądowe między ich krajami. Wikingowie osiedlili się na podbitych terenach od Yorku do Wschodniej Anglii, tereny te zwane były jako Danelaw. To terytorium, zajmujące jedną trzecią Anglii, pozostało w ich rękach przez około pół wieku. W 886 Duńczycy utracili kontrolę nad Londynem na rzecz Anglosasów, zaś w latach 912–954 Wessexowi udało się ostatecznie odbić ziemie anglosaskie z rąk duńskich i pokonać ostatniego wikińskiego władcę Yorku, Eryka Krwawego Topora.